# Восточный календарь (монеты)

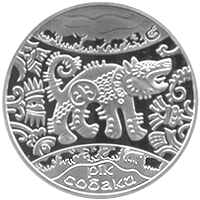
Аверс монеты «Год Собаки»

Восточный календарь (укр. Східний календар) — серия памятных монет, выпуск которых Национальным банком Украины производился в 2006—2016 годах. На монетах изображены животные — символы Китайского лунного календаря.
В серии было выпущено 12 памятных монет. Все монеты изготовлены из серебра 925 пробы, диаметр — 33 мм, масса — 15,55 г, качество — пруф. Номинал монет серии — 5 гривен. Стоимость одной монеты — 390 грн.
Монеты серии и дата введения их в обращение:
- памятная монета «Год Петуха» 9 декабря 2016
- памятная монета «Год Обезьяны» 10 декабря 2015
- памятная монета «Год Козы» 10 декабря 2014
- памятная монета «Год Коня» 10 декабря 2013
- памятная монета «Год Змеи» 10 декабря 2012
- памятная монета «Год Дракона» 16 декабря 2011
- памятная монета «Год Кота (Кролика, Зайца)» 5 января 2011
- памятная монета «Год Тигра» 5 января 2010
- памятная монета «Год Быка» 5 января 2009
- памятная монета «Год Крысы» 3 января 2008
- памятная монета «Год Свиньи» 2 января 2007
- памятная монета «Год Собаки» 4 января 2006.

Серии монет с изображениями животных — символов Китайского лунного календаря выпускаются также банками некоторых других стран. Например, Центральный банк Российской Федерации выпускает серию монет «Лунный календарь».